# Випередження
Випередження — рух транспортного засобу із швидкістю, що перевищує швидкість попутного транспортного засобу, що рухається поряд по суміжній смузі.